# Wheelman (jeu vidéo)
 (avril 2025).
Si vous disposez d'ouvrages ou d'articles de référence ou si vous connaissez des sites web de qualité traitant du thème abordé ici, merci de compléter l'article en donnant les références utiles à sa vérifiabilité et en les liant à la section « Notes et références ».
Wheelman est un jeu vidéo d'action sorti en 2009 sur PlayStation 3, Xbox 360 et Windows. Il met en scène l'acteur Vin Diesel modélisé en 3D.

## Système de jeu
Wheelman est un free roaming action adventure game (FRAAG), plus communément appelé gta-like.
Le jeu se situe dans la ville de Barcelone où le joueur doit accomplir des missions successives en se déplaçant à pied, en voiture ou à moto. L'une des mécaniques principales du jeu est la possibilité pour le joueur de sauter de voitures en voitures lors de courses poursuites, ou bien pour éviter d'exploser avec son véhicule.
Le jeu possède de vraies voitures, cependant le gameplay et l'histoire penche plus du côté d'un film d'action hollywoodien irréaliste avec des mécaniques arcades plutôt que centré sur le réalisme.

## Projet de film
Il avait été prévu dès février 2006 de réaliser un film avec Vin Diesel tiré de l'univers du jeu, mais il n'a pas été réalisé.